# Kiersity (Bartoszyce)
Kiersity (deutsch Kirschitten) ist ein Ort in der polnischen Woiwodschaft Ermland-Masuren. Er gehört zur Gmina Bartoszyce (Landgemeinde Bartenstein) im Powiat Bartoszycki (Kreis Bartenstein (Ostpr.)).

## Geographische Lage
Kiersity liegt in der nördlichen Mitte der Woiwodschaft Ermland-Masuren, 18 Kilometer südlich der früheren und heute auf russischem Hoheitsgebiet gelegenen Kreisstadt Preußisch Eylau (russisch Bagrationowsk) bzw. sieben Kilometer südwestlich der heutigen Kreismetropole Bartoszyce (deutsch Bartenstein).

## Geschichte
Das seinerzeit Kirsithen genannte kleine Dorf wurde vor 1414 gegründet und hieß nach 1414 Kürschitten, um 1785 Kirscheiten und erst nach 1785 Kirschitten. Im Jahre 1874 kam Kirschitten zum neu errichteten Amtsbezirk Tolks (polnisch Tolko) im ostpreußischen Kreis Preußisch Eylau. 167 Einwohner verzeichnete das Dorf im Jahre 1910.
Am 30. September 1928 verzichtete die Landgemeinde Kirschitten auf ihre Eigenständigkeit und schloss sich mit dem Gutsbezirk Tolks (polnisch Tolko) zur neuen Landgemeinde Tolks zusammen.
In Kriegsfolge wurde 1945 das gesamte südliche Ostpreußen an Polen abgetreten. Kirschitten erhielt die polnische Namensform „Kiersity“ und ist heute eine Ortschaft im Verbund der Landgemeinde Bartoszyce (Bartenstein) im Powiat Bartoszycki (Kreis Bartenstein (Ostpr.)), von 1975 bis 1998 der Woiwodschaft Olsztyn, seither der Woiwodschaft Ermland-Masuren zugehörig. Im Jahre 2021 zählte Kiersity 86 Einwohner.

## Religion

### Christentum
Bis 1945 war Kirschitten in die evangelische Kirche Reddenau (polnisch Rodnowo) in der Kirchenprovinz Ostpreußen der Kirche der Altpreußischen Union, außerdem in die römisch-katholische Kirche Bartenstein (Bartoszyce) im damaligen Bistum Ermland eingepfarrt.
Heute gehört Kiersity katholischerseits zur Pfarrei Mutter Gottes vom Skapulier in Rodnowo (Reddenau) im jetzigen Erzbistum Ermland, evangelischerseits zur Kirchengemeinde Bartoszyce, einer Filialgemeinde der Johanneskirche in Kętrzyn (Rastenburg) in der Diözese Masuren der Evangelisch-Augsburgischen Kirche in Polen.

## Verkehr
Kiersity liegt an einer Nebenstraße, die Tolko (Tolks) mit Sortławki (Sortlack) verbindet. Eine Bahnanbindung besteht nicht.

## Persönlichkeiten des Ortes

### Aus dem Ort gebürtig
- Julius Wilhelm von Pittler (* 21. Juni 1854 in Kirschitten), preußischer Erfinder und Industrieller

### Mit dem Ort verbunden
- Hans Eberhard von Tettau (1585–1653), ab 1640 Gutsbesitzer zu Kirschitten